# Новая Земля (фильм, 2008)
«Новая Земля» — российский фильм-притча производства кинокомпании «Андреевский флаг» (2008).

## Сюжет
2013 год, альтернативная реальность. Во всём мире отменена смертная казнь, и поэтому тюрьмы переполнены. Всё больше средств требуется для содержания осуждённых на пожизненное заключение. Международные организации принимают решение о проведении эксперимента по отделению преступников от общества. Россия предоставляет для этого необитаемый остров за полярным кругом, где обустраивается небольшое поселение и предоставляется всё необходимое для жизни. Туда вывозится первая тестовая партия заключённых из России (206 человек), согласившихся принять участие в неоднозначном эксперименте. В этой тестовой партии оказывается главный герой фильма — Иван Георгиевич Жилин (Константин Лавроненко).
Жилин приговорён к пожизненному заключению за убийство авиадиспетчеров, которых он посчитал виновными в авиакатастрофе, в которой погибли его жена и двое детей. Жилин в заключении ведёт себя сдержанно и замкнуто, в конфликты с другими заключёнными не вступает, не принимает участия в тюремной жизни. Единственным человеком, с которым Жилин ведёт некоторое подобие общения, является его сокамерник — маньяк Николай (Андрей Феськов), в прошлом санитар, осуждённый за серийные убийства. Николай также оказывается в партии заключённых, этапируемых на остров. Заключённые были погружены в трюм грузового судна, наспех переделанного для конвоирования, и морем доставлены на остров за полярным кругом. Во время пути к острову на судне происходит массовая драка между заключёнными, спровоцированная чеченцами, в большей степени Али (Александр Самойленко), для того, чтобы взять власть в свои руки. Драку пресекают солдаты конвоя во главе с полковником (Сергей Жигунов), применив газовые шашки.
По прибытии на остров заключённым объясняют суть программы. Теперь они своего рода «колонисты», которым предоставляется возможность освоить остров и создать собственное общество. Им предоставляются продукты питания, инструмент и дома для жилья. Следующий завоз продовольствия и инвентаря состоится через три месяца. На случай возникновения экстренных ситуаций в прибрежной зоне имеется буй, через который можно запросить помощь. Любой заключённый также может выйти из проекта, для этого ему нужно связаться с координаторами через тот же буй. Наблюдать за заключёнными планируется с помощью спутника, который ведёт наблюдение в инфракрасном диапазоне (как станет известно позже). Объяснив правила программы, кураторы и конвой покидают остров, оставив на берегу заключённым ключи от наручников. Заключённые продолжают вести себя, как и прежде — в тюрьме. Под руководством Али чеченцы инициируют массовую драку за ключи от наручников. Во время беспорядков несколько заключённых доплывают до буя связи и ломают его, при этом сами тонут.
Чеченская группировка решает убить всех заключённых, забрать инвентарь вместе с продовольствием и бежать с острова. Выиграв, как показалось чеченцам, битву, они всё же терпят поражение от остальных заключённых, возглавляемых тюремным авторитетом по кличке Обезьян (Павел Сборщиков). Чеченцев убивают. Оставшиеся в живых заключённые под руководством Обезьяна начинают осваивать лагерь. В этот момент Иван Жилин собирает провиант, инвентарь — нож и топор, и уходит из лагеря вглубь острова. Жилин решил бежать с острова, но пока не представляет, как это можно устроить. Мотивом к побегу является стремление воссоединиться с семьёй, которая, однако, давно погибла. Единственное, чего хочет Жилин — быть похороненным рядом с женой и детьми.
Некоторое время Жилин живёт в каменной расселине на мысе. Охотится на птиц, ловит рыбу, потому что продукты, взятые из лагеря, как оказалось съели лемминги, которых на острове оказывается достаточно много. В один из дней Жилина находит его бывший сокамерник Николай (кличка «Сипа»). Николай бежал из лагеря, потому что провизия закончилась (её съели лемминги), начался голод, были замечены первые случаи каннибализма. Николай просит у Ивана Георгиевича разрешения жить с ним, Жилин не возражает.
Теперь отшельников двое — Жилин и Николай, они продолжают вести прежний образ жизни — охотиться, рыбачить, собирать дрова. В один из рейдов по острову они находят потерпевший катастрофу гидроплан в относительно хорошем состоянии. Но спокойной жизни Ивана Георгиевича и Николая наступает конец с приходом холодов. Провизии нет, дров нет, отшельники вот-вот замёрзнут насмерть. Жилин идёт на риск и предпринимает опасную вылазку в лагерь «колонистов», чтобы украсть уголь и пережить холода. Однако вылазка проваливается — голодные и замёрзшие, обессиленные Жилин и Николай засыпают у кострища, на котором жарят человечину. В этот момент их берут в плен люди Обезьяна.
Жилина с Николаем возвращают в лагерь, они понимают, что попали в настоящий ад. Обезьян реализовал свою давнюю мечту и стал начальником тюрьмы, в которую он превратил лагерь. «Колонисты» разделены на три группы — Совет во главе с Обезьяном, который устанавливает в лагере порядки и правила. Помимо Обезьяна, в совет входят некто Аржанов, Амурбек и Якут. Вторая группа — это обслуживающий класс («вольные») — тренированная охрана и люди, которые обслуживают нужды Совета, такие как Толя-Слесарь (Марат Башаров). Первые два класса имеют доступ к провизии и инвентарю, провизией распоряжается лично Обезьян.
Третья группа — заключённые (их большинство) — неугодные Обезьяну люди, которых он держит в бараке. «Вольные» и Совет используют знак различия от заключённых — носят куртки красной стороной наружу, в то время как «заключённым» указано носить куртки наизнанку — синей стороной наружу. Заключённые нужны Обезьяну исключительно для подпитки своего самолюбия и извращённых амбиций. Заключённые не имеют никаких прав, им не разрешено пользоваться инструментом и продуктами, запрещено покидать ограждённый периметр, куда их ежедневно выводят на прогулку. Надзирателем над заключёнными поставлен Эстонец (Дмитрий Шаракоис) —  мерзкий, сволочной человек с чувством глубокой собственной неполноценности, которую он компенсирует, жестоко унижая других людей. Первоначально Эстонец поддерживал чеченцев, но когда те были убиты, переметнулся к Обезьяну.
Заключённые, разделённые на четыре отряда, «играют» в игру «Последний — мёртвый». У этой "игры" простое правило — по команде надзирателя прогулка заканчивается и заключённые должны как можно быстрее забежать в барак, причём последний, забежавший в барак, приговаривается к смерти и идёт на корм остальным заключённым. Большинство заключённых оскотинились до такой степени, что всячески стремятся спасти свою шкуру и вытолкнуть из барака ближайшего к себе несчастного.
Жилина и Николая доставляют к Обезьяну, который должен решить их судьбу. Обезьян приговаривает отшельников к заключению: Сипу за то, что в прошлом воровал продукты, Жилина за то, что два месяца продержался на острове без помощи людей и может быть опасен. За Жилина вступается Якут (Виктор Жалсанов), который напоминает Обезьяну, что именно Жилин спас его на корабле во время драки с чеченцами. Однако Эстонец провоцирует драку с Якутом, в которой Якута избивают и вместе с Жилиным и Николаем заключают в тюрьму.
В тюрьме Иван Георгиевич, пользуясь определённым авторитетом, склоняет большинство заключённых к тому, чтобы поднять бунт против Обезьяна, починить буй и вызвать помощь. Бунт Жилина удаётся, Обезьян идёт на переговоры с бунтовщиками. Жилин предлагает сделку — он совместно с Толей-Слесарем чинят буй и вызывают помощь с провизией, топливом и инструментами, ведь получив инструменты и топливо, они отремонтируют гидроплан и сбегут с острова, а взамен Обезьян смягчает порядок в лагере и отменяет людоедство.
Обезьян даёт добро. Жилин, Толя-Слесарь, Николай и Моряк плывут к бую. В то время, как четвёрка пытается починить буй, а сделать это оказывается невозможным, Обезьян с помощью бойцов охраны убивает Якута, разгоняет оставшихся на берегу «бунтовщиков», возвращая их в бараки к привычному образу жизни.
Жилин и его группа возвращаются. Иван намеренно лжёт Обезьяну, что им удалось подать сигнал и попросить помощи, что помощь, а с ней провизия, скоро будут доставлены на остров.
Обезьян идёт на попятную, так как с одной стороны он не верит в затею Жилина ни с помощью от кураторов (не загорелась зелёная лампочка на буе, хотя Жилин убеждает, что диспетчер принял сигнал), ни с самолётом (невозможно в гидроплане перевезти больше сотни человек), но в большей степени начальник лагеря стремится восстановить свой подорванный бунтом авторитет и показать, что он хозяин на острове. Происходит стычка, Толя-Слесарь убивает Обезьяна отвёрткой, также гибнет несколько приближённых к начальнику. Группа Жилина берёт верх, Амурбек и Аржанов выказывают стремление сотрудничать с Жилиным. «Новая власть» понимает, что оказалась в тяжёлом положении — провизии мало, скорой помощи не будет — Иван Георгиевич раскрывает обман с буем, но подтверждает информацию с самолётом, к тому же заключённые озлоблены на Совет и приближённых Обезьяна и могут устроить кровавые беспорядки. Новый Совет принимает решение назначить главой колонистов Толю-Слесаря, так как именно он убил Обезьяна, поэтому будет иметь непомерный авторитет в глазах большинства, Жилину также отводится ключевая роль в управлении лагерем — он занимается распределением провизии, организует ремонт самолёта и контакты с кураторами. Толя-Слесарь даёт строгий, под страхом смерти, наказ о том, что отныне запрещено есть людей. Остатки провизии поровну распределяются между всеми колонистами на оставшиеся дни до прибытия новой партии груза. Заключённые строят церковь, а также тайный ангар и по частям переносят туда гидроплан. Большое дело по ремонту гидроплана сплачивает колонистов, и в лагере устанавливается более или менее нормальный образ жизни. Преследований бывшей у власти элиты не происходит, даже Эстонцу, трусливо бежавшему во время убийства Обезьяна, дают место в колонии.
Первые три месяца программы завершаются, на остров прибывают кураторы. Жилин не совсем гладко, но выходит с ними на контакт и просит провизии, инструментов и топлива, последнее он мотивирует необходимостью запуска генераторов, которые должны заменить негодные на морозе ветроустановки. Марта (Ингеборга Дапкунайте) — один из кураторов проекта — испытывает уважение и симпатию к Жилину, она даёт распоряжение о предоставлении требуемого колонистами оборудования.
Колонисты наладили быт, отремонтировали самолёт и уже было принялись готовиться к побегу, когда в это время на остров прибывает новая партия участников программы — партия заключённых из США. Русские колонисты пытаются установить дружественный контакт с вновь прибывшими, но последние настроены крайне агрессивно. Продолжая мыслить в рамках тюремного мышления, заключённые устраивают резню с целью захватить колонию и установить свои порядки. Всё оборачивается кровавой вакханалией, многие гибнут с обеих сторон. В это время за ситуацией на острове с корабля наблюдает группа охраны, доклад о кровавой бойне поступает Марте. Марта связывается с руководством программы, описывает ситуацию. Руководство, решив, что ситуация вышла из-под контроля, приказывает ликвидировать всех участников программы и полностью зачистить остров. Марта передаёт команде охранного корабля распоряжение на полную ликвидацию участников программы. С судна производят расстрел заключённых.
Практически все заключённые гибнут, их тела складывают на берегу, группа зачистки покидает остров. Выясняется, что в живых всё-таки остались Жилин, Толя-Слесарь, Николай и Аржанов. Они идут к самолёту и запускают его. В последний момент Николай принимает решение остаться на острове, остальные трое улетают. В то время, когда самолёт взлетает с воды, Николай совершает самоубийство — прыгая с обрыва.
Самолёт под управлением Жилина с Аржановым и Толей-Слесарем на борту пролетает мимо корабля охраны, с которого производится зенитный залп по самолёту, погибают Толя и Аржанов, остаётся неизвестным, уцелел Жилин или ранен. Фильм заканчивается кадрами, на которых гидроплан устремляется к скалистому берегу, и создаётся впечатление, что машина разобьётся о скалы, но Жилину удаётся поднять самолёт над скалами и полёт продолжается.

## В ролях
- Константин Лавроненко — Жилин
- Ингеборга Дапкунайте — Марта
- Марат Башаров — Толя-слесарь
- Александр Самойленко — Али
- Сергей Жигунов — полковник
- Андрей Феськов — Николай (Сипа)
- Евгений Титов — моряк
- Павел Сборщиков — Обезьян
- Сергей Колтаков — Махов
- Виктор Жалсанов — Якут
- Владислав Абашин — Аржанов
- Заза Чичинадзе — Амурбек
- Николай Стоцкий — Волынец
- Игорь Письменный — Олафсон
- Томми «Тайни» Листер — лидер группы американских заключённых
- Дмитрий Шаракоис — эстонец

## Съёмки
Съёмки фильма проходили в Крыму, в Лисьей бухте.

## Награды и номинации
- В 2008 году на кинофестивале «Кинотавр» в Сочи оператору Илье Дёмину была вручена награда в категории «Лучший оператор»[1].